# لي ياو
لي ياو (بالصينية: 李瑶) مواليد 7 يونيو 1992، هي لاعبة كرة يد صينية تلعب كوسط مدافع. مثلت منتخب الصين لكرة اليد للسيدات.

## سجل المنافسة
شاركت في البطولات التالية:
- بطولة العالم لكرة اليد للسيدات 2011
- بطولة العالم لكرة اليد للسيدات 2013
- بطولة العالم لكرة اليد للسيدات 2015